# Margrethe Hald
Margrethe Hald (10. februar 1897 – 19. maj 1982) var en dansk tekstilarkæolog og inspektør på Nationalmuseet. Hendes faglige arbejde og interdisciplinære tilgang til forskning og formidling bidrog også til international tekstilforskning. I 1950 fik hun som den første danske kvinde en Dr. phil i arkæologi for sin afhandling Olddanske Tekstiler.

## Opvækst
Margrethe Hald voksede op på en gård i landsbyen Neder Vrigsted, mellem Vejle og Horsens i Østjylland hos sine forældre gårdejer Rasmus Ole Pedersen (1861-1900) og Johanne Marie Lauesen (1872-1947). Hendes yngste bror, Otto Hald, overtog gården efter Johanne Marie Lauesens død, mens broren Peder Hald blev en kendt keramiker. Margrethes søster, Anna Hald, giftede sig med Frede Terkelsen, cand.theol. og forstander på Danebod Højskole på Als. Alle 4 børn gik i den lokale skole, og Margrethe lærte derudover at væve hos den lokale væver, hvilket førte til yderligere studier på Vrigsted Højskole og Askov Højskole.

## Karriere
Omkring 1930 flyttede Margrethe Hald til København, hvor hun boede på KFUK og gik på Tegne- og Kunstindustriskolen for Kvinder.  Hendes underviser Elna Mygdal (en) (1868-1940), der selv forskede i traditionel dansk bondesyning, foreslog hende at fokusere på tekstilstudier på Nationalmuseet. Her blev hun bedt om at lave en reproduktion af tekstilerne fundet sammen med Egtvedpigen. Dette førte til Margrethes første publikation Brikvævning I Danske Oldtidsfund, der blev udgivet i 1930. Under sit arbejde på Nationalmuseet lærte hun arkæologen Hans Christian Broholm (de) (1893-1966) at kende, og de udgav sammen Danske Bronzealders Dragter i 1935. H.C. Broholm blev en livslang ven og de udgav flere bøger og artikler sammen.
I 1939, efter flere studierejser i Europa, herunder til Berlin i 1937, blev Margrethe fastansat på Nationalmuseet som assistent. I 1947 blev hun udnævnt til inspektør og i 1962-67 til inspektør af første grad. Igennem sin karriere rejste Margrethe Hald flere gange til blandt andet Syrien (1960 og 1961 i Mellemøsten) og Latinamerika i 5 måneder (1965-1966), hvor hun opsøgte vævere og undersøgte væveteknikker, hvilket ledte til flere artikler herunder populærvidenskabelige tekster.
I 1950 skrev hun en afhandling, der blev indleveret til Københavns Universitet til bedømmelse. Inden da måtte hun søge om dispensation, da hun ikke havde en akademisk uddannelse. Afhandlingen blev succesfuldt forsvaret og hun fik en Dr.phil grad som en af de første danske, kvindelige forskere. Afhandlingen Olddanske Tekstiler (fuld titel: Olddanske Tekstiler, Komparative tekstil- og dragthistoriske Studier paa Grundlag af Mosefund og Gravfund fra Jernalderen) blev udgivet på Gyldendal i 1950 og udgivet på engelsk som Ancient Danish Textiles from Bogs and Burials i 1980.
Margrethes store viden om vævning og væveteknikker betød, at hun var en del af et nordisk samarbejde, der omfattede blandt andet Agnes Geijer (sv) fra Sverige og Martha Hoffmann fra Norge. Hendes ekspertise gjorde, at hun blev bedt om at stå for den danske del af Nordisk Textilteknisk Terminologi, der blev udgivet i 1967.  

## Andet
Margrethe Hald modtog flere legater, herunder fra Veluxfonden i 1973. Herudover blev hun i 1964 ridder af Dannebrogordenen.
Margrethe Halds liv og arbejde har været genstand for et forskningsprojekt på et af Københavns Universitets forskningscentre, Center for Textile Research] siden 2020. Resultaterne er publiceret open acces på forskningscenterets hjemmeside, herunder en publikationsliste med links til de fleste publikationer.